# Liga dos Campeões da AFC de 2011

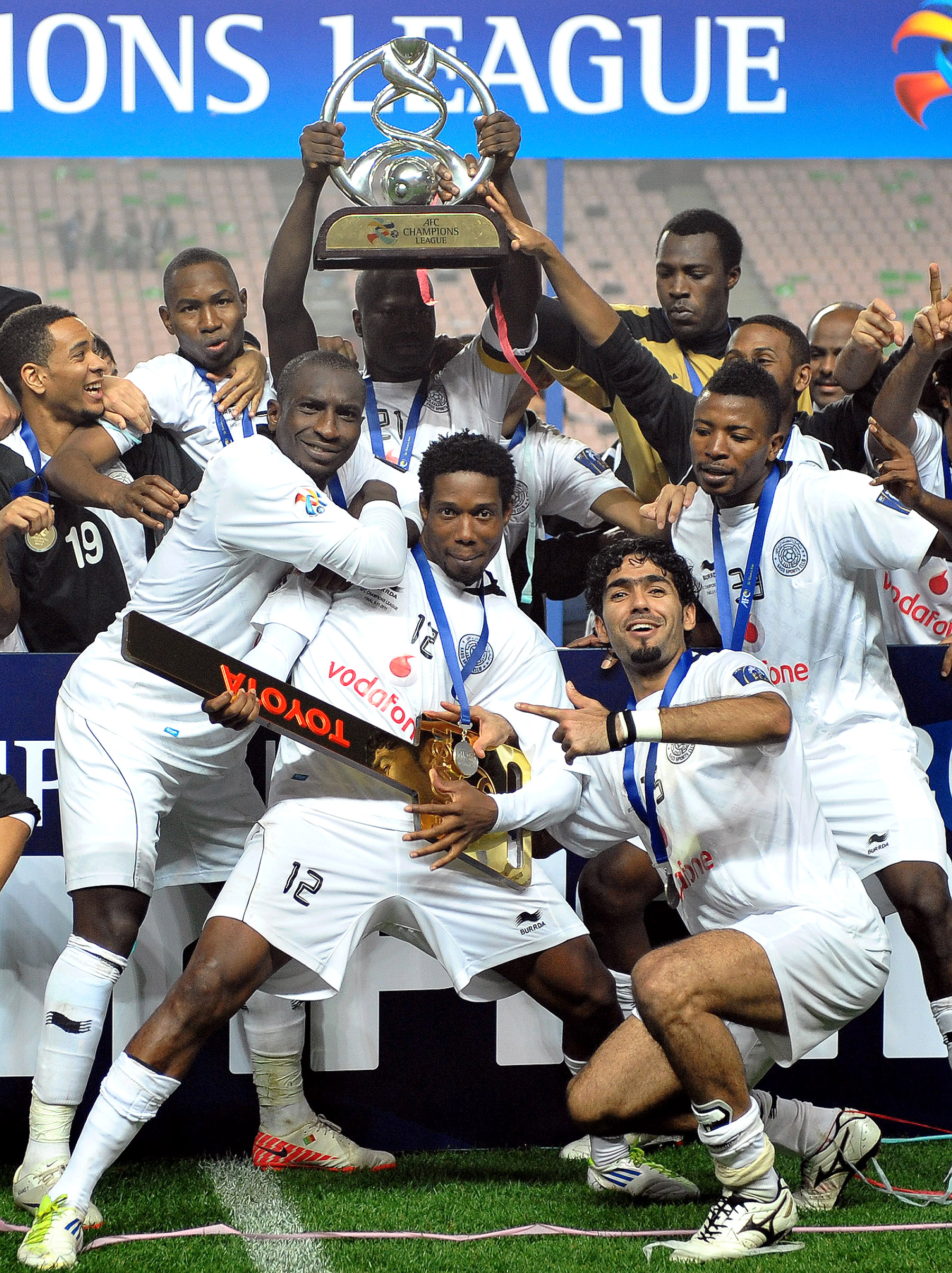
time vencedor da Champions League

A Liga dos Campeões da AFC de 2011 foi a 30ª edição da liga organizada pela Confederação Asiática de Futebol (AFC). O campeão disputou a Copa do Mundo de Clubes da FIFA de 2011.

## Definição de participantes
A AFC aprovou os critérios para participação nas temporadas de 2011 e 2012. A data da decisão final foi definida após a reunião do Comitê Executivo em novembro de 2010.

## Fase de qualificação

### Ásia Ocidental

#### Semifinal
| 12 de fevereiro | Al-Sadd                                        | 5 – 1     | Al-Ittihad       | Jassim Bin Hamad Stadium, Doha           |
| 17:45 (UTC+3)   | Keita 12', 30' · Leandro 33', 67' · Siddiq 76' | Relatório | Hamidi 83' (pên) | Público: 2 000 Árbitro: IRN Mohsen Torky |

#### Final
| 19 de fevereiro | Al-Sadd                 | 2 – 0     | Dempo SC | Jassim Bin Hamad Stadium, Doha                  |
| 17:50 (UTC+3)   | Keita 33' · Leandro 89' | Relatório |          | Público: 3 841 Árbitro: UZB Kovalenko Valentini |

### Ásia Oriental

#### Semifinal
| 12 de fevereiro | Sriwijaya FC               | 2 – 2 (Pro) | Muangthong United         | Gelora Sriwijaya Stadium, Palembang                       |
| 15:30 (UTC+7)   | Gumbs 49' · Gathuessi 112' | Relatório   | Thonglao 81' · Dangda 93' | Público: 12 000 Árbitro: IDN Abdul Malik Bin Abdul Bashir |

|                                                                           |       | Penalidades                                                                        |  |
| Gumbs Astaman Sudarsono Lasut Diano Gathuessi Panggabean Nasir Jufriyanto | 7 – 6 | Datsakorn Jakkraphan P. Anon S. Naruphol Dagno Kouakou Teerasil Nattaporn Weerawut |  |

#### Final
| 19 de fevereiro | Sriwijaya FC | 0 – 4     | Al-Ain                                                                 | Gelora Sriwijaya Stadium, Palembang       |
| 15:30 (UTC+7)   |              | Relatório | Abdullah Saleh 14' · Elias 45' (pên), 52' · Omar Abdulrahman 51' (pên) | Público: 12 000 Árbitro: JPN Masaaki Toma |